# Tadeusz Chrostowski

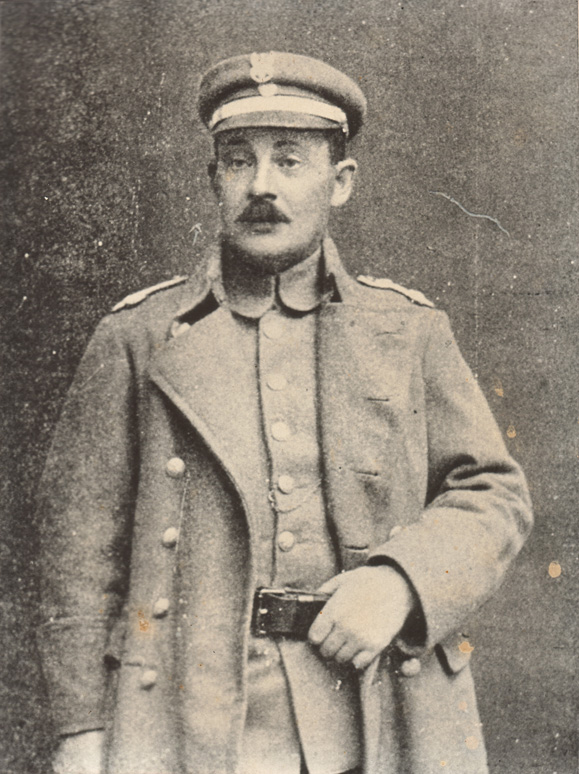
Tadeusz Chrostowski

Tadeusz Chrostowski (ur. 25 września 1878 w Kamionce na terenie współczesnego województwa podlaskiego, zm. 4 kwietnia 1923 w Pinheirinhos) – polski ornitolog i podróżnik.

## Życiorys
Tadeusz Chrostowski był studentem Wydziału Matematyczno-Fizycznego Uniwersytetu Moskiewskiego. Studiów nie ukończył, ponieważ za swoją działalność rewolucyjną został aresztowany i zesłany na trzy lata na Syberię. Po odbyciu kary brał udział w wojnie rosyjsko-japońskiej jako oficer armii rosyjskiej i dowódca kompanii na froncie w Mandżurii. W 1907 roku powrócił do kraju, gdzie rozpoczął przygotowania do wyprawy na kontynent południowoamerykański. W jego planach było osiedlenie się w Paranie w Brazylii i założenie pasiek oraz sprzedaż miodu, co miało dać mu utrzymanie.

### I wyprawa amerykańska
W roku 1910 popłynął do Brazylii i zamieszkał na pustkowiu nad rzeką Iguaçu. Swoje plany zrealizował, lecz nie przyniosły mu one oczekiwanych funduszy, a w dodatku praca przy pasiekach i poletkach zabierała mu czas, który chciał spożytkować na przeprowadzanie badań i kolekcjonowanie okazów przyrodniczych. Zlikwidował gospodarstwo i wyruszył na trzymiesięczną wędrówkę po obszarze dorzecza rzeki Iguaçu.

### II wyprawa amerykańska
W 1911 roku powrócił do kraju, gdzie starał się o fundusze na prawdziwą wyprawę badawczą do Brazylii. Udało mu się znaleźć poparcie u bawarskiego profesora Karla Hellnayra, który przez wstawiennictwo załatwił mu fundusze z Akademii monachijskiej.

W roku 1913 Tadeusz Chrostowski ponownie wyjechał do Ameryki Południowej, gdzie zatrzymał się u polskiego osadnika pod Kurytybą. Tam rozpoczął systematyczne badania ornitologiczne, na terenach pomiędzy ujściem Iguaçu a rzeką Parana oraz w lasach nad Rio Negro.
W roku 1915, na wieść o wybuchu I wojny światowej powrócił do kraju i został wcielony do armii rosyjskiej. Przez pewien czas pracował w Petersburgu w Muzeum Zoologicznym Rosyjskiej Akademii Umiejętności, a pod koniec roku 1918 osiadł w Polsce. W 1921 roku rozpoczął pracę w Państwowym Muzeum Zoologicznym w Warszawie.

### III wyprawa amerykańska
W roku 1921 po raz trzeci wyjechał do Ameryki Południowej, za sprawą funduszy z instytucji państwowych, w towarzystwie Tadeusza Jaczewskiego i Stanisława Boreckiego. Trasa jego podróży miała obejmować Marechal Malet, Guarapuana, górny bieg rzeki Ivaí i jej ujście do rzeki Parana, Foz, Iguaçu i ponownie Guarapuava. W trakcie tej wyprawy, w kwietniu 1923 roku, Tadeusz Chrostowski zmarł na malarię (Chrostowski miał słabe serce, bał się przyjmować chininę). Został pochowany na przydrożnym cmentarzyku, w miejscowości Pinheirinhos.

## Znaczenie badań
Tadeusz Chrostowski w trakcie swoich wypraw gromadził i przekazywał muzeom w Europie, w tym w Polsce, i Stanom Zjednoczonym, liczne okazy ptaków brazylijskich, często z nieznanych dotąd gatunków m.in. samce manakinów trójbarwnych (Chiroxiphia pareola). Dzięki jego zapiskom z wypraw, można dowiedzieć się o zainteresowaniach autora nie tylko środowiskiem, ale również plemionami zamieszkującymi badane tereny. Chrostowski wspomina w nich o plemionach znad rzeki Iguaçu i Ivai, zwanych Are (Ivapare), które wchodziły w skład większej grupy plemion Caingua lub Cainguanga oraz Guarani.

## Twórczość
- Parana. Wspomnienia z podróży w roku 1914[3] Tadeusz Chrostowski, Nakładem Księgarni Św Wojciecha, 1922.

## Literatura zagraniczna
- Straube, F. C.; Urben-Filho, Alberto. Tadeusz Chrostowski (1878-1923): biografia e perfil do patrono da Ornitologia paranaense, Boletim do Instituto Histórico e Geográfico do Paraná, Curitiba, v. 52, p. 35-52, 2002.
- Straube, F. C. ; Urben-Filho, Alberto ; Kopij, G. Cartas comentadas de Tadeusz Chrostowski, 1. Boletim do Instituto Histórico e Geográfico do Paraná, Curitiba, v. 54, p. 225-234, 2003.

## Literatura dodatkowa
- Tadeusz Wolski: Chrostowski Tadeusz. W: Polski Słownik Biograficzny. T. 3: Brożek Jan – Chwalczewski Franciszek. Kraków: Polska Akademia Umiejętności – Skład Główny w Księgarniach Gebethnera i Wolffa, 1937, s. 449–450. Reprint: Zakład Narodowy im. Ossolińskich, Kraków 1989, ISBN 83-04-03291-0